# Type 1 (formato di carattere)
Il Type 1 è un formato di caratteri ideato da Adobe per la composizione professionale di testi.
I glifi sono descritti mediante codice Postscript che produce delle curve di Bézier.  È quindi possibile cambiarne la dimensione mediante semplici trasformazioni matematiche. In pratica, se il carattere deve essere ingrandito o rimpicciolito molto, non occorre avere delle versioni specifiche per ottenere un aspetto ottimale.
I font Type 1 utilizzano un sistema di hinting proprietario molto costoso. I font di tipo Type 3 sono identici a quelli Type 1 ma senza tecnologia "hinting", cioè senza alias nell'area di passaggio tra il bordo del font e lo sfondo.